# آبری
آبری (به لاتین: Abari) در گرجستان با جمعیت ۲۰۶ نفر است که در راچا-لچخومی و کومو سوانتی واقع شده‌است.